# Diaulula sandiegensis
Diaulula sandiegensis (J.G. Cooper, 1863) è un mollusco nudibranchio della famiglia Discodorididae.

## Biologia
Si nutre di spugne dei generi Axinella, Halichondria, Haliclona, Mycale, Sigmadocia, Terpios e delle specie Biemma rhadia, Lissodendoryx firma, Myxilla incrustans, Toxadocia zumi, Xestospongia trindanea.

## Distribuzione e habitat
La specie è diffusa nell'oceano Pacifico, dall'Alaska alla Baja California (Messico); segnalata anche in Giappone.